# Krč

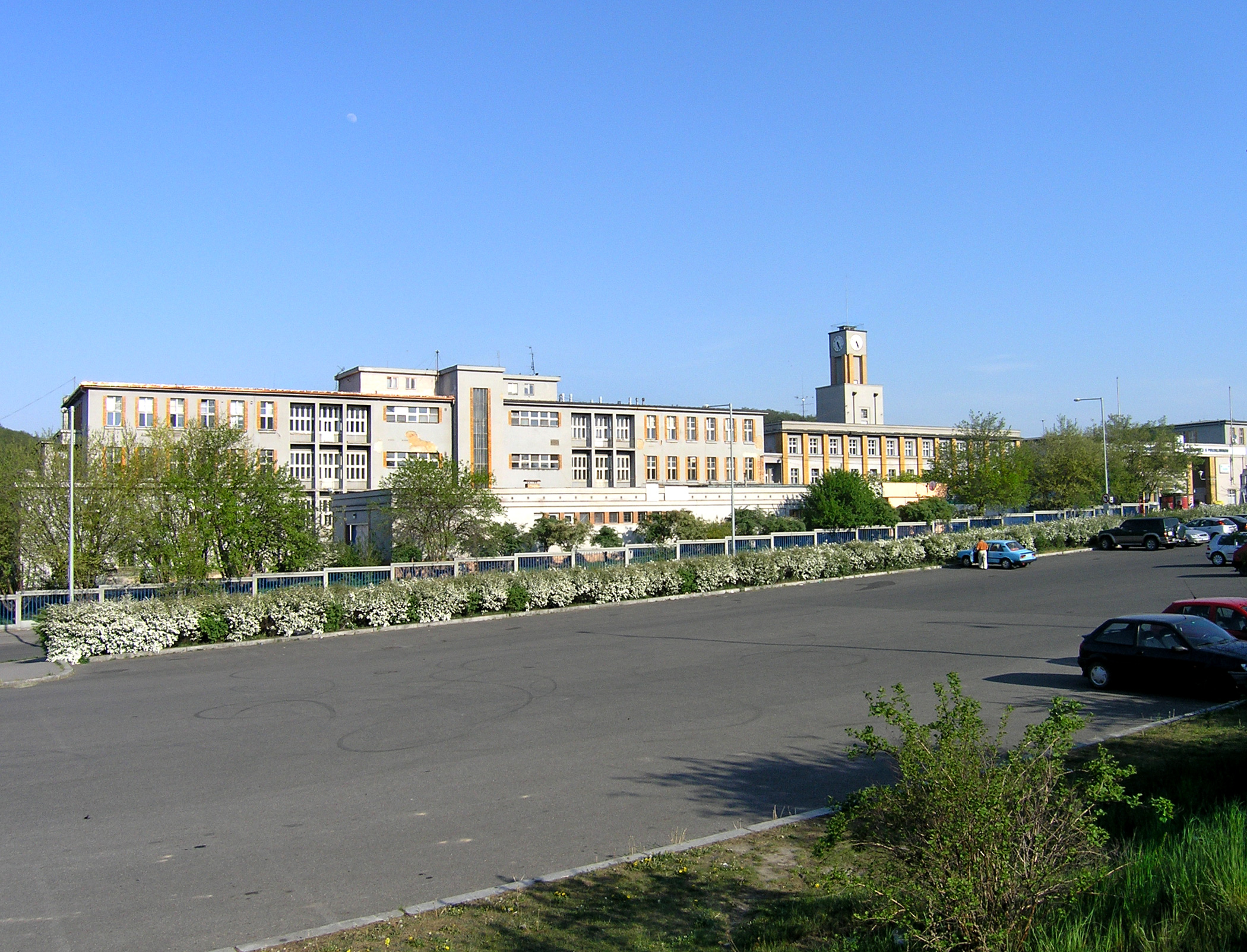
Het ziekenhuis van Krč

Krč is een wijk van de Tsjechische hoofdstad Praag. Het is sinds het jaar 1922 onderdeel van de gemeente Praag, en tegenwoordig een gedeelte van het gemeentelijk district Praag 4. Krč heeft 27.264 inwoners (2006).
In Krč is de voetbalclub SK Sparta Krč gevestigd. Deze voetbalclub kwam korte tijd uit in de Druhá liga, de op een na hoogste divisie van Tsjechië. De wedstrijden worden gespeeld in het Stadion Evžena Rošického, waar ook Slavia Praag haar onderkomen heeft. Ook de honkbal- en softbalclub SK Krč Altron komt uit Krč.

## Bereikbaarheid
Krč is aangesloten op lijn C van het metronetwerk van Praag. Er zijn plannen voor het bouwen van een nieuwe metrolijn, en ook aan deze lijn zou Krč dan waarschijnlijk een station krijgen. De naam van het station aan de nieuwe, nog te bouwen, lijn D zou dan Nádraží Krč (Station Krč) worden.